# Listrocheiritium bohemicum
Listrocheiritium bohemicum är en mångfotingart som beskrevs av Rosicky. Listrocheiritium bohemicum ingår i släktet Listrocheiritium och familjen knöldubbelfotingar. Inga underarter finns listade i Catalogue of Life.